# 和歌山市立高積中学校
和歌山市立高積中学校（わかやましりつ たかつみちゅうがっこう）は、和歌山県和歌山市にある公立中学校。

## 沿革
- 1979年（昭和54年）
  - 1月16日 - 起工式。
  - 3月17日 - 和歌山市議会で和歌山市立学校条例の一部を改正する条例が可決され、和歌山市立河南中学校および小倉中学校が、和歌山市立高積中学校となる。
- 1980年（昭和55年）
  - 1月2日 - 松下電器産業相談役、松下幸之助が校歌作詞。
  - 2月 - 元和歌山大学教授の打垣内正が校歌作曲。
  - 3月 - 一水会常任委員中畑仲人画伯より「古城のほとり」寄贈。
  - 4月 - 和歌山市立河南中学校および小倉中学校を廃校し、和歌山市立高積中学校発足。初代校長伊藤秀学以下、教職員36名が着任。
  - 4月8日 - 第1回入学式。
  - 5月12日 - 育友会発足。
  - 5月19日 - 開校式。
- 1981年（昭和56年）
  - 3月14日 - 第1回卒業式。
  - 5月20日 - 竣工式、校歌碑除幕式、校訓碑除幕式。
- 1987年（昭和62年）4月17日 - キャンビー中学校34名が来校。

## 通学区域
- 和歌山市立西和佐小学校の校区
- 和歌山市立和佐小学校の校区
- 和歌山市立小倉小学校の校区

## 周辺
- 布施屋保育園
- 和歌山市河南コミュニティセンター
- 布施屋駅
- 正念寺
- 宮井川

## アクセス
- JR西日本和歌山線布施屋駅から南へ650メートル
- 和歌山県道9号岩出海南線沿い

## 著名な出身者
- 池邉啓二（元社会人野球選手）
- 田中朋子（元女子プロ野球選手、京都アストドリームス）
- 玉置隆（元プロ野球選手、阪神タイガース）
- 西口文也（元プロ野球選手、埼玉西武ライオンズ）

## 通学区域が隣接している学校
- 和歌山市立東中学校
- 和歌山市立日進中学校
- 和歌山市立紀之川中学校
- 和歌山市立紀伊中学校
- 岩出市立岩出中学校
- 紀の川市立貴志川中学校